# Lisa Gottlieb
Lisa Gottlieb es una directora de cine y televisión estadounidense, reconocida por dirigir la película de 1985 Just One of the Guys. Más adelante dirigió los largometrajes Across the Moon (1995) protagonizada por Christina Applegate y Elizabeth Peña, y Cadillac Ranch (1996) protagonizada por Christopher Lloyd y Suzy Amis.
Gottlieb en la actualidad se desempeña como docente en el Colegio de Arte y Diseño de Ringling. Fue docente de cinematografía en la Universidad de Miami, en la Universidad del Sur de California y en el Columbia College Chicago. Obtuvo una Maestría en Bellas Artes en la Universidad de Antioch.

## Créditos
- Just One of the Guys (1985)[3]
- Freddy's Nightmares (1988, 1 episodio)
- Dream On (1990, 1 episodio)
- Across the Moon (1995)
- Cadillac Ranch (1996)
- Boy Meets World (1998, 1 episodio)